# Катастрофа C-118 в Макгуайре
Катастрофа C-118 в Макгуайре — авиационная катастрофа транспортного самолёта Douglas C-118A Liftmaster американских ВВС, произошедшая в пятницу 13 июля 1956 года у авиабазы Макгуайр (штат Нью-Джерси). Жертвами происшествия стали 46 человек. Первая катастрофа в истории Douglas Liftmaster.

## Самолёт
Происшествие случилось с самолётом Douglas C-118A Liftmaster (Douglas Liftmaster — военная версия гражданского Douglas DC-6) из 29-й авиатранспортной эскадрильи, бортовой номер 53-3301 (либо 53-3301A, заводской — 44672, серийный — 639), который поступил в американскую армию 12 декабря 1955 года.

## Экипаж
Экипаж самолёта состоял из 10 человек:
- Командир корабля — майор Хосе Х. Рэй Виллетс (англ. Jose H. Ray Willets). Имел общий налёт 4183 часа, в том числе 1137 часов на данном типе самолёта.
- Помощник командира корабля — первый лейтенант Джеральд Э. Прудлоув (англ. Gerald A. Proudlove). Имел общий налёт 1454 часа, в том числе 642 часа на данном типе самолёта.
- Бортинженер — сержант Джордж Фонт (англ. George Fonte).
- Штурман — второй лейтенант Роберт Данцлер (англ. Robert Danzler).
- Медицинская сестра — первый лейтенант Роберта Джилл (англ. Roberta Jill).
- Бортпроводник — Джойс Дж. Боутрайт (англ. Joyce J. Boatwright).
- Бортпроводник — Джеральдин Форсайт (англ. Geraldine Forsyth).
- Стивен Х. Коломб (англ. Stephen H. Colombe)
- и другие

## Катастрофа
Борт 53-3301 выполнял транспортный рейс 441/13 по переброске в Англию группы военных. В салоне находился 41 американский авиатор, 9 зарубежных офицеров и 6 гражданских лиц, включая двоих детей — мальчика и девочку, летевших со своей матерью, то есть всего 56 пассажиров. На авиабазе и в её окрестностях шла гроза с градом и многочисленными молниями, когда «Лифтмастер» с 66 людьми на борту взлётел с полосы в южном направлении. Но после этого экипаж на связь уже не выходил. Как впоследствии рассказал один из пассажиров-лётчиков Том Хэмрик (англ. Tom Hamrick), самолёт начал было набор высоты, как вдруг провалился в «воздушную яму». Лётчики попытались выровнять машину, но та в 15:37 врезалась в сосновый бор в трёх милях от полосы, после чего, промчавшись через деревья около 300 ярдов (270 м), разрушилась, при этом обломки разбросало в общей сложности на ½—1 мили. Пожара на месте падения не возникло.
Когда в 16 часов диспетчеры не смогли связаться с вылетевшим самолётом, они подождали ещё два часа, так как не были уверены, что тот действительно вылетел, после чего лишь дали сигнал бедствия. Свидетелями происшествия были солдаты из форта-Дикс, которые побежали к месту падения, но грязь и сложные погодные условия значительно осложняли продвижение. Также некоторые пассажиры, освободившись из обломков, вышли на дорогу, где их увидели военные полицейские, которые и сообщили о случившемся.
Спасательные работы осложнялись труднодоступностью местности и сильной грозой, поэтому раненых поначалу выводили пешком. Позже путь к самолёту расчистили с помощью бульдозеров, а всего в спасательных работах приняли участие 250 человек, включая медиков. На месте погибли 43 человека, два человека умерли в тот же день в больницах, а позже скончался ещё один. Всего жертвами катастрофы стали 46 человек: 8 членов экипажа (из лётного экипажа выжил только бортинженер) и 38 пассажиров, включая двух женщин и обоих детей. Как показала патологоанатомическая экспертиза, люди погибли от переломов, хотя только у 6 человек лопнули ремни безопасности. Многие выжившие не смогли затем самостоятельно расстегнуть эти ремни и продолжали сидеть до прихода спасателей.

## Причина
Причиной катастрофы был назван сдвиг ветра в условиях грозы, приведший к потере высоты.